# Chacerim
Chacerim (hebr. חצרים; pol. Zamieszkane Osiedle; pisownia w ang. Hatzerim) – kibuc położony w Samorządzie Regionu Bene Szimon, w Dystrykcie Południowym, w Izraelu. Członek Ruchu Kibuców (Ha-Tenu’a ha-Kibbucit).

## Położenie
Kibuc jest położony na niewielkim wzgórzu w północnej części pustyni Negew, w odległości około 40 kilometrów od Morza Śródziemnego i 6 kilometrów na zachód od miasta Beer Szewy. Na północ i południe od kibucu rozciągają się wysokie wzgórza, na wschodzie jest miasto Beer Szewa, natomiast na zachodzie jest baza lotnicza Chacerim ze słynnym Muzeum Izraelskich Sił Powietrznych.

## Demografia
Liczba mieszkańców Chacerim:

## Historia
Kibuc Chacerim został założony w nocy z 5 na 6 października 1946, jako jedno z jedenastu osiedli żydowskich utworzonych w północnej części pustyni Negew w ramach operacji „11 Punktów na Negewie” (hebr. הנקודות, 11 HaNekudot) realizowanej przez Agencję Żydowską. Do kibucu dołączyli później żydowscy imigranci z Polski, którzy w 1942 r. opuścili ZSRR razem z II Korpusem Armii gen. Andersa przez Persję. Jako jedną z pierwszych inwestycji wybudowano wodociąg z kibuców Gewaram i Nir Am. Umożliwiło to rozpoczęcie nawadniania okolicznych 6 tys. hektarów pustynnej ziemi uprawnej.
Podczas I wojny izraelsko-arabskiej w maju 1948 kibuc został odcięty przez wojska egipskie i do końca wojny znajdował się w całkowitej izolacji. Egipcjanie zniszczyli wodociąg, pozostawiając mieszkańców kibucu bez wody. Dopiero w październiku Siłom Obronnym Izraela udało się przełamać egipskie linie i dotrzeć do kibucu z zaopatrzeniem. W następnych miesiącach Chacerim pełnił rolę bazy wypadowej wojsk izraelskich do zajęcia centralnej części pustyni Negew.
Po wojnie wznowiono uprawę okolicznych gruntów, jednak zbyt duże zasolenie ziemi nie gwarantowało dobrych plonów. Ze względu na trudności gospodarcze część mieszkańców opuściła w 1959 kibuc, któremu groziło całkowite opuszczenie i przeniesienie w nową lokalizację. Stopniowo jednak rozwijano nowoczesne metody upraw ziem pustynnych, które pozwoliły zagospodarowywać lokalne grunty. W 1965 w Chacerim osiedliła się grupa imigrantów z Argentyny. W latach 60. XX wieku w sąsiedztwie wybudowano bazę lotniczą Chacerim. Mieszkańcy kibucu udzielili w 1973 wsparcia przy zakładaniu nowej osady żydowskiej Ketura. W 1990 roku w Chacerim osiedliła się grupa imigrantów z Brazylii.

### Nazwa

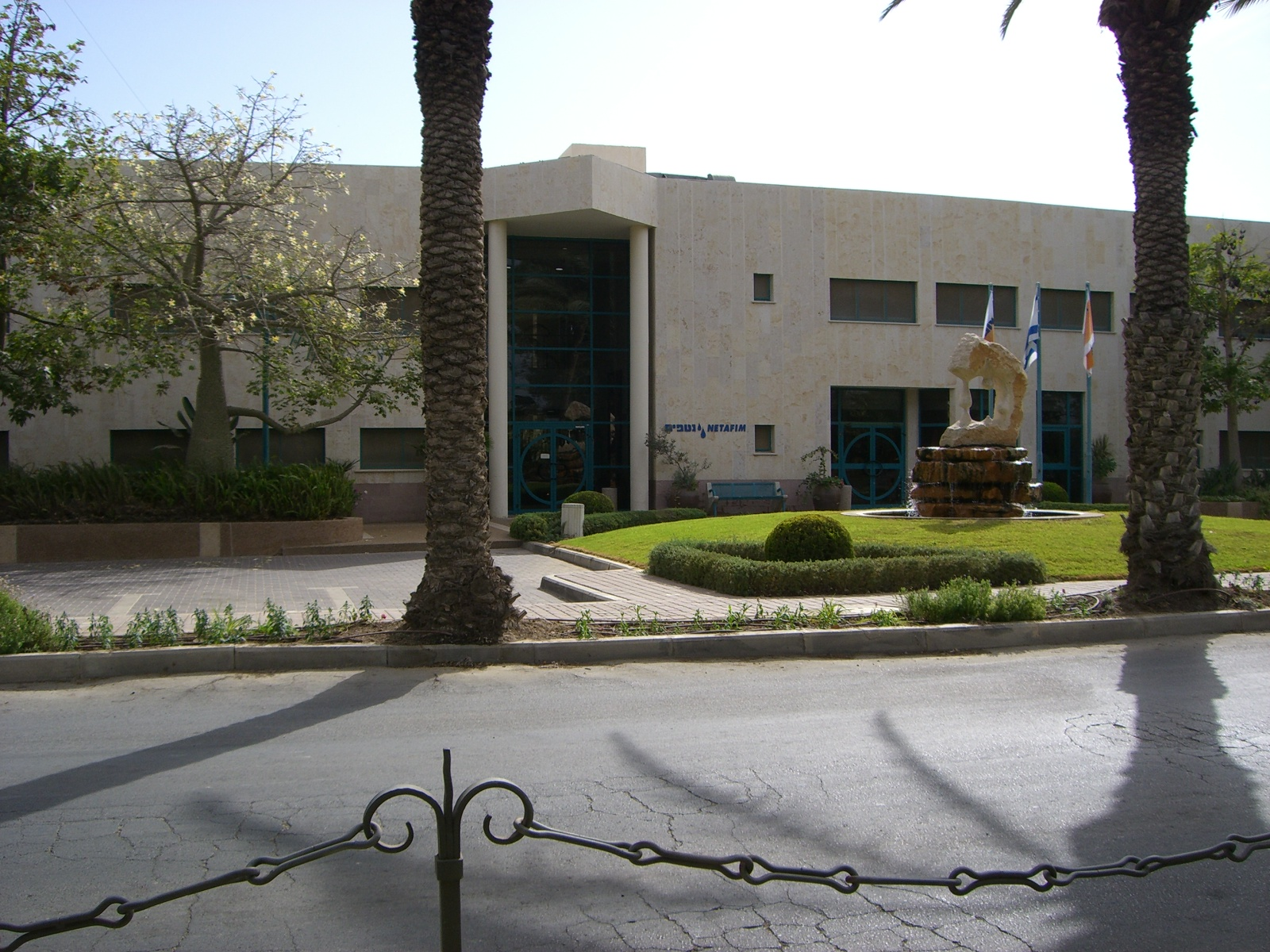
Biura firmy Netafim w kibucu Chacerim

Nazwa kibucu Chacerim (Wieś lub Podwórza) wywodzi się z Księgi Izajasza 42:11 - „Niech głos podniesie pustynia z miastami, osiedla, które zamieszkuje Kedar. Mieszkańcy Sela niech wznoszą okrzyki, ze szczytów gór niech nawołują radośnie!.”.

## Kultura i sport
W kibucu jest ośrodek kultury z biblioteką. Z obiektów sportowych jest hala sportowa, siłownia, boiska do piłki nożnej i koszykówki, oraz korty tenisowe.

## Edukacja
W kibucu znajduje się szkoła podstawowa oraz ośrodek nauki języka hebrajskiego (ulpan) dla imigrantów.

## Gospodarka
Chacerim jest jednym z pierwszych kibuców, który odchodzi od tradycyjnej gospodarki opartej na rolnictwie i rozwija działalność przemysłowo-biznesową. Wielkość produkcji rolniczej systematycznie z roku na rok jest coraz mniejsza. Obecnie uprawy rolnicze koncentrują się na jojobie, której areał sięga 2,3 tys. hektarów. Produkuje się z niej olej jojoba dla potrzeb producentów kosmetyków. Na pozostałych 6,5 tys. hektarów uprawia się pszenicę, słoneczniki, groch, arbuzy, ziemniaki i orzeszki ziemne. Pola uprawne nawadniane są nowoczesnym systemem nawadniania kropelkowego. Wykorzystuje się do tego oczyszczone ścieki. Tutejsza hodowla bydła mlecznego obejmuje 300 krów. Od 1965 w kibucu działa firma Netafim, produkująca systemy nawadniające. Posiada ona swoje fabryki w kibucach Maggal i Jiftach w Izraelu, oraz w Stanach Zjednoczonych, RPA i Australii.

## Infrastruktura
W kibucu jest sklep wielobranżowy i pralnia.

## Komunikacja
Z kibucu wyjeżdża się w kierunku północnym na drogę nr 2357, którą jadąc na zachód dojeżdża się do bazy lotniczej Chacerim, natomiast jadąc na wschód dojeżdża się do aglomeracji miejskiej Beer Szewy.